# Listă de conducători de stat din 1229
1225 - 1226 - 1227 - 1228 - 1229 - 1230 - 1231 - 1232 - 1233
Aceasta este o listă a conducătorilor de stat din anul 1229:

## Europa
- Ahaia: Geoffroi I de Villehardouin (principe, 1209-între 1228 și 1229) și Geoffroi al II-lea de Villehardouin (principe, între 1228 și 1229-1246)
- Almohazii: Abu Zakariyya Iahia al-Mutasim ibn Muhammad an-Nasr (emir din dinastia Almohazilor, 1227-1230) și Abu'l-Ala Idris al Mamun ibn Iakub al-Mansur (emir din dinastia Almohazilor, 1227-1232)
- Anglia: Henric al III-lea (rege din dinastia Plantagenet, 1216-1272)
- Aragon: Iacob I Cuceritorul (rege din dinastia de Barcelona, 1213-1276)
- Austria: Leopold al VI-lea Gloriosul (duce din dinastia Babenberg, 1198-1230)
- Bavaria: Ludovic I (duce din dinastia de Wittelsbach, 1183-1231)
- Bizanț, Imperiul de Niceea: Ioan al III-lea Ducas Vatatzes (împărat din dinastia Lascaris, 1222-1254)
- Bosnia-Herțegovina, statul Zahumlja: Toljen (duce, 1227-1239)
- Brabant: Henric I cel Evlavios (duce, 1190-1235)
- Brandenburg: Johann I (margraf din dinastia Askaniană, 1220-1266) și Otto al III-lea (margraf din dinastia Askaniană, 1220-1267)
- Bretagne: Petru I de Dreux Mauclerc (duce, 1213-1237)
- Bulgaria: Ioan Asan al II-lea (țar din dinastia Asanizilor, 1218-1241)
- Burgundia: Hugues al IV-lea (duce din dinastia Capețiană, 1218-1272)
- Castilia: Ferdinand al III-lea cel Sfânt (rege, 1217-1252; ulterior, rege al Leonului, 1230-1252)
- Cehia: Premysl I Otakar (cneaz din dinastia Premysl, 1192-1193, 1197-1230; rege, din 1198)
- Champagne: Thibaud al IV-lea Postumul sau cel Mare (conte din casa de Blois-Champagne, 1201-1253; ulterior, rege al Navarrei, 1234-1253)
- Cipru: Henric I (rege din dinastia de Lusignan, 1218-1253)
- Constantinopol: Balduin al II-lea (împărat, 1228/1240-1261)
- Danemarca: Valdemar al II-lea Victoriosul (rege din dinastia Valdemar, 1202-1241)
- Epir: Teodor Anghelos Ducas (despot din dinastia Anghelos, 1215-1230; împărat, din 1224)
- Flandra: Ioana de Constantinopol (contesă din dinastia de Hainaut, 1205-1244; totodată, contesă de Hainaut, 1205-1244) și Ferrand (conte din dinastia de Portugalia, 1212-1233; totodată, conte de Hainaut, 1212-1233)
- Franța: Ludovic al IX-lea cel Sfânt (rege din dinastia Capețiană, 1226-1270)
- Germania: Frederic al II-lea (rege din dinastia de Hohenstaufen, 1212-1250; anterior, rege al Siciliei, 1197-1250; ulterior, împărat occidental, 1220-1250; ulterior, rege al Ierusalimului, 1225/1229-1243)
- Gruzia: Rusudan (regină din dinastia Bagratizilor, 1222-1245)
- Hainaut: Ioana de Constantinopol (contesă din casa de Flandra, 1205-1244; totodată, contesă de Flandra, 1205-1244) și Ferrand (conte din dinastia de Portugalia, 1212-1233; totodată, conte de Flandra, 1212-1233)
- Halici-Volânia: Andrei (principe din dinastia Arpadiană, 1226/1227-1229) și Daniil Romanovici (cneaz, 1205-1206/1207, 1211-1212/1213, 1214-1215, 1216, cca. 1219-1226/1227, 1229-1264)
- Imperiul occidental: Frederic al II-lea (împărat din dinastia Hohenstaufen, 1220-1250; totodată, rege al Siciliei, 1197-1250; totodată, rege al Germaniei, 1212-1250; ulterior, rege al Ierusalimului, 1225/1229-1243)
- Istria: Otto I (margraf din casa de Andechs, 1228-1234; totodată, duce de Merania, 1204-1234; totodată, margraf de Carniola, 1228-1234; totodată, conte palatin de Burgundia, 1208-1231)
- Kiev: Vladimir al III-lea Rurikovici (mare cneaz din dinastia Rurikizilor, 1223-1235)
- Leon: Alfonso al IX-lea (rege, 1188-1230)
- Lorena Superioară: Mathieu al II-lea (duce din casa Lorena-Alsacia, 1220-1250)
- Luxemburg: Ermesinde (contesă, 1198-1247)
- Mazovia și Kujawya: Konrad I (cneaz din dinastia Piasti, 1202-1247)
- Merania: Otto I (duce din casa de Andechs, 1204-1234; ulterior, conte palatin de Burgundia, 1208-1231; ulterior, margraf de Istria, 1228-1234; ulterior, margraf de Carniola, 1228-1234)
- Montferrat: Bonifaciu al II-lea (marchiz din casa lui Aleramo, 1225-1253)
- Navarra: Sancho al VII-lea cel Puternic (rege, 1194-1234)
- Norvegia: Haakon al IV-lea Haakonsson cel Bătrân (rege, 1217-1263)
- Olanda: Floris al IV-lea (conte, 1222-1234)
- Ordinul teutonic: Hermann von Salza (mare maestru, 1210-1239)
- Polonia Mare: Vladislav Laskonogi (cneaz din dinastia Piasti, 1202-1229; ulterior, cneaz în Polonia Mică, 1227-1228) și Vladislav Odonic (cneaz din dinastia Piasti, 1229-1239)
- Polonia Mică: Boleslaw al V-lea cel Sfios (cneaz din dinastia Piasti, 1227/1243-1279)
- Portugalia: Sancho al II-lea (rege din dinastia de Burgundia, 1223-1248)
- Savoia: Thomas I (conte, 1189-1233)
- Saxonia: Albrecht I (duce din dinastia Askaniană, 1212-1260)
- Saxonia: Henric al III-lea cel Ilustru (margraf din dinastia de Wettin, 1221-1288)
- Scoția: Alexandru al II-lea (rege, 1214-1249)
- Serbia: Ștefan Radoslav (rege din dinastia Nemanja, 1228?-1234)
- Sicilia: Frederic I (rege din dinastia de Hohenstafen, 1197-1250; ulterior, rege al Germaniei, 1212-1250; ulterior, împărat occidental, 1220-1250; ulterior, rege al Ierusalimului, 1225/1229-1243)
- Spoleto: Rainald de Urslingen (duce, 1223-1230, 1251-1276) și Conrad Guiscard de Urslingen (duce, 1227-1267)
- Statul papal: Grigore al IX-lea (papă, 1227-1241)
- Suedia: Erik Eriksson (rege din dinastia Sverker, 1222-1229, 1234-1249) și Knut Holmgersson cel Lung (rege din dinastia Sverker, 1229-1234)
- Toulouse: Raimond al VII-lea (conte, 1222-1249)
- Transilvania: Jula (voievod, 1229-1231)
- Ungaria: Andrei al II-lea (rege din dinastia Arpadiană, 1205-1235)
- Veneția: Pietro Ziani (doge, 1205-1229) și Jacopo Tiepolo (doge, 1229-1249)
- Verona: Herman al V-lea (margraf din casa de Baden, 1190-1243; totodată, margraf de Baden, 1190-1243) și Ezzelino da Romano (margraf, 1223-1233)
- Vladimir-Suzdal: Iuri al II-lea Vsevolodovici (mare cneaz, 1212-1216, 1218-1238)

## Africa
- Almohazii: Abu Zakariyya Iahia al-Mutasim ibn Muhammad an-Nasr (emir din dinastia Almohazilor, 1227-1230) și Abu'l-Ala Idris al Mamun ibn Iakub al-Mansur (emir din dinastia Almohazilor, 1227-1232)
- Ayyubizii din Egipt: al-Malik al-Kamil I Nasr ad-Din Abu'l-Maali Muhammad ibn al-Adil (I) (sultan din dinastia Ayyubizilor, 1218-1238; ulterior, sultan în Damasc, 1238)
- Benin: Eweka I (obba, cca. 1200-?) (?) și Uwakhuahen (obba, ?-?) (?)
- Hafsizii: Abu Zakariyya Iahia I ibn Abd al-Ualid (emir din dinastia Hafsizilor, 1228-1249)
- Kanem-Bornu: Kadai (Abd al-Kadim) (sultan, cca. 1224-cca. 1242)
- Marinizii: Abu Said Usman I ibn Abd al-Hakk (conducător din dinastia Marinizilor, 1217-1240)

## Asia

### Orientul Apropiat
- Antiohia: Bohemond al IV-lea cel Chior (principe, 1201-1216, 1219-1233)
- Armenia Mică: Hetum I (rege din dinastia Hetumizilor, 1226-1269)
- Ayyubizii din Alep: al-Malik al-Aziz al II-lea Ghias ad-Din Abu'l-Muzaffar Muhammad ibn az-Zahir (sultan din dinastia Ayyubizilor, 1216-1236)
- Ayyubizii din Damasc: al-Malik an-Nasr Salah ad-Din Daud ibn al-Muazzam (sultan din dinastia Ayyubizilor, 1227-1229) și al-Malik al-Așraf I al-Muzaffar ad-Din Abu'l-Fath Musa ibn al-Adil (sultan din dinastia Ayyubizilor, 1229-1237; anterior, sultan în Mayyafarikin și Djabal Sindjar, 1210-1220)
- Ayyubizii din Egipt: al-Malik al-Kamil I Nasr ad-Din Abu'l-Maali Muhammad ibn al-Adil (I) (sultan din dinastia Ayyubizilor, 1218-1238; ulterior, sultan în Damasc, 1238)
- Ayyubizii din Mayyafarikin și Djabal Sindjar: al-Malik al-Muzaffar Șihab ad-Din Ghazi ibn ad-Dil (sultan din dinastia Ayyubizilor, 1220-1230)
- Ayyubizii din Yemen: al-Malik al-Masud Salah ad-Din Iusuf ibn al-Kamil I (sultan din dinastia Ayyubizilor, 1215-1229)
- Bizanț, Imperiul de Niceea: Ioan al III-lea Ducas Vatatzes (împărat din dinastia Lascaris, 1222-1254)
- Bizanț, Imperiul de Trapezunt: Andronic I (împărat din dinastia Marilor Comneni, 1222-1235)
- Califatul abbasid: Abu Djafar al-Mansur al-Mustansir ibn az-Zahir (calif din dinastia Abbasizilor, 1226-1242)
- Cipru: Henric I (rege din dinastia de Lusignan, 1218-1253)
- Constantinopol: Balduin al II-lea (împărat, 1228/1240-1261)
- Ierusalim: Frederic (rege din dinastia de Hohenstaufen, 1225/1229-1243; totodată, rege al Siciliei, 1197-1250; totodată, rege al Germaniei, 1212-1250; totodată, împărat occidental, 1220-1250) și Conrad I (rege din dinastia de Hohenstaufen, 1228/1243-1254; ulterior, rege al Germaniei, 1237/1250-1254; ulterior, rege al Siciliei, 1250/1251-1254)
- Selgiucizii din Konya: Ala ad-Din Kai-Kubad I ibn Kai-Khusrau (sultan din dinastia Selgiucizilor, 1219-1237)

### Orientul Îndepărtat
- Birmania, statul Arakan: Letyange (rege din a doua dinastie de Pyinsa, 1218-1229) și Thanabin (rege din a doua dinastie de Pyinsa, 1229-1232)
- Birmania, statul Pagan: Htilominlo (rege din dinastia Constructorilor de Temple, 1210-1234)
- Cambodgea, Imperiul Kambujadesa (Angkor): Indravarman al II-lea (împărat din dinastia Mahidharapura, 1215-1243)
- Cambodgea, statul Tjampa: Jaya Paramesvaravarman al II-lea (rege din cea de a unsprezecea dinastie, 1220-cca. 1254)
- China: Lizong (împărat din dinastia Song de sud, 1225-1264)
- China: Ruizong (Tolui) (regent din dinastia Yuan, 1227-1229) și Taizong (Ogodai) (împărat din dinastia Yuan, 1229-1241)
- China, Imperiul Jurchenilor: Aizong (împărat din dinastia Jin, 1224-1234)
- Ciaghataizii: Ciaghatai Han (han, 1227-1241)
- Coreea, statul Koryo: Kojong (Wang Ch'ol) (rege din dinastia Wang, 1214-1259)
- India, statul Chola: Rajaraja al III-lea (rege, 1216-1246)
- India, statul Delhi: Șams ad-Din al-Kutbi Iletmiș (sultan din dinastia Muizzilor, 1211-1236)
- India, statul Hoysala: Narasimhadeva al II-lea (rege, 1220-1238)
- Japonia: Go-Horikaua (împărat, 1221-1232), Yoritsune (shogun din familia Fujiwara, 1226-1244) și Yasutoki (regent din familia Hojo, 1224-1242)
- Kashmir: Rajadeva (rege din dinastia Vopyadeva, 1213-1236)
- Mongolii: Ogodai (mare han, 1227-1241)
- Nepal, în Patan: Abhayamalla (rege din dinastia Malla, cca. 1216-1255)
- Sri Lanka: Magha (Kalinga Vijayabahu) (urzurpator, 1213/1214-1234/1235) și Parakkamabahu al III-lea (Kalikala Sahitya Sarvajna Pandita) (rege din dinastia Silakala, 1225/1236-1269/1271)
- Sri Lanka, statul Jaffna: Kalinga Segarajasekaran I (rege, 1215-1240)
- Vietnam, statul Dai Viet: Tran Thai-tong (Tran Canh) (rege din dinastia Tran timpurie, 1225-1258)